# Hofanlage Dalsper Hellmer 1
Die Hofanlage Dalsper Hellmer 1 im niedersächsischen Elsfleth-Dalsper im Landkreis Wesermarsch ist ein aus dem 19. Jahrhundert stammender Gebäudekomplex. Aktuell (2023) wird die Hofanlage als Wohnhaus und wohl landwirtschaftlich genutzt.
Die Gebäude stehen unter Denkmalschutz (siehe auch Liste der Baudenkmale in Dalsper).

## Beschreibung und Geschichte
Die Marschhufensiedlung Moorriem mit der mittigen Bauerschaft Dalsper erstreckt sich über etwa 16 Kilometer, wurde nach 1062 gegründet und erhielt im 14. Jahrhundert die heutige Struktur mit den schmalen, oft extrem langgestreckten Parzellen. Im Abstand von ca. 50 bis 100 Metern liegen zahlreiche Hofstellen auf Wurten.
Diese Hofanlage auf einer Wurt besteht aus
- dem eingeschossigen traufständigen Wohn- und Wirtschaftsgebäude von Ende 1838 (Inschrift) als Zweiständer-Hallenhaus in Fachwerk mit Steinausfachungen, mit auf profilierten Knaggen vorkragendem reetgedeckten Krüppelwalmdach, Niedersachsengiebeln mit Uhlenloch und der Grooten Door mit Rundbogen; die Traufseiten wurden weitgehend in Backstein erneuert,[2]
- dem kleinen Backhaus aus dem 19. Jahrhundert in Backstein und mit Satteldach,[3]
- dem alten markanten Baumbestand auf dem Hofgrundstück mit u. a. Obstbäumen und Eichen
- sowie weiteren nicht denkmalgeschützten Nebenanlagen.

Das Landesdenkmalamt befand: „… Hofanlagen Dalsper 26 / Dalsper Hellmer 1 … geschichtliche und städtebaulichen Bedeutung … als beispielhafte Gruppe von zwei nebeneinanderliegenden Hofanlagen … .“